# Madou Plaza Tower
Madou Plaza Tower es un rascacielos en Bruselas (Bélgica). Fue construido en 1965 y renovado entre 2002 y 2006 y asumido por la Comisión Europea. Se encuentra en el Pequeño Anillo, en el municipio de Saint-Josse-ten-Noode, en 1 Place Madouplein. Alberga la Dirección General de Competencia de la Comisión Europea. Con 33 plantas y 120 metros de altura, es el sexto edificio más alto de Bruselas.

## Historia
Fue diseñado por el arquitecto  Robert Goffaux. El núcleo de 33 pisos de Madou se construyó en poco más de un mes y se ha comparado con una versión más pequeña del MetLife Building de Nueva York. Hay un transformador de alto voltaje en el sótano para la energía, junto con un generador de emergencia de 1360 kW agregado durante la renovación. Dos ascensores se conectan al garaje de estacionamiento.
Durante la renovación de 2002-6, la altura del edificio se incrementó de 112 m 120 m y el espacio de oficinas se incrementó en 10.000m² (pasó de tener 30.000m² a albergar 40.000m²) requiriendo que el edificio fuera remodelado y fortalecido. La renovación ganó el Premio MIPIM 2006 en la categoría 'Edificios de oficinas renovados'.

## Comisión Europea
La Comisión Europea compró el edificio el 13 de marzo de 2006 y lo inauguró el 19 de abril cuando se mudaron sus 1.500 empleados. En Madou, en 2007, estaban las Direcciones Generales de Comunicación, Informática y Educación y Cultura y la Agencia Ejecutiva para la Competitividad e Innovación. El personal se basó anteriormente en el edificio Axa en la plaza Schuman, que iba a ser demolido. Desde finales de 2012 alberga la Dirección General de Competencia.